# Катастрофа C-46 в Элизабет
Катастрофа C-46 в Элизабет — крупная авиационная катастрофа, произошедшая в воскресенье 16 декабря 1951 года близ города Элизабет (штат Нью-Джерси, США). В катастрофе погибли 56 человек.

## Самолёт
Curtiss C-46F-1-CU Commando компании Miami Airline с бортовым номером N1678M и заводским 22572 был выпущен в 1945 году и на момент катастрофы имел 4138 часов налёта.

## Катастрофа
Авиалайнер выполнял рейс из Ньюарка (Нью-Джерси) в Тампу (Флорида), а на его борту находились 4 члена экипажа и 52 пассажира, в том числе 2 ребёнка. Полный вес самолёта превышал максимальный на 117 фунтов. После получения разрешение на руление экипаж увеличил режим двигателей и начал двигаться к началу полосы. По свидетельству очевидцев, правый двигатель при этом по шуму работы отличался от левого, а затем из него начал выходить небольшой дым. В 15:02 экипаж дал разрешение на взлёт, поэтому режим обоих двигателей был переведён на взлётный. В 15:03 авиалайнер оторвался от земли, после чего сразу были убраны шасси. В этот момент с башни аэропорта увидели, как в правой части самолёта возник белый дым, на что руководитель полётов тут же задействовал сигнал тревоги, опасаясь пожара на борту. Один из пилотов компании Miami Airline был одним из свидетелей взлёта и сразу доложил о дыме на башню, при этом, подозревая перегрев тормозов шасси, пилот указал диспетчерам, чтобы те велели экипажу выпустить шасси.
Между тем C-46 при этом продолжал сохранять прямое направление на протяжении 4 миль и набрал высоту около 800—1000 футов (240—300 метров). Дым же тем временем из белого уже сменился на чёрный, а внизу правой мотогондолы даже наблюдались языки пламени. Когда шасси были выпущены, то внизу правой мотогондолы уже наблюдался словно огненный шар. Затем экипаж начал выполнять левый разворот для возврата в аэропорт вылета, для чего самолёт был введён в левый крен 10°. Вираж длился уже около 4 с половиной мили, а высота при этом постепенно снижалась, когда, находясь в 3 милях от торца полосы 28, авиалайнер оказался над городом Элизабет на высоте примерно 200 футов (60 метров). В этот момент структура крыла была настолько ослаблена пожаром, что произошло отделение правой плоскости. Авиалайнер завалился на левую сторону и помчался к земле. Чиркнув по остроконечной крыше свободного дома, в 15:09 самолёт ударился левой плоскостью крыла в землю, после чего промчался вперёд и врезался в здание городского водопровода, а ещё через несколько футов упал перевёрнутым на мелководье реки Элизабет и загорелся.

Я слышал крики, доносившиеся из самолёта, но я не знал, что делатьОригинальный текст (англ.)I heard cries from inside the plane, but I didn't know what to do.— Билл Капио (англ. Bill Kapio)
Возникший пожар был настолько силён, что спасатели не могли приблизиться к горящему самолёту, несмотря на крики выживших при ударе о землю людей. Также огонь перекинулся и на здание водоснабжения, но был ликвидирован в течение 17 минут. Все находящиеся на борту 56 человек погибли. Ещё один человек на земле был тяжело ранен, но выжил. На момент событий эта авиационная катастрофа по числу жертв занимала второе место как среди произошедших на территории США, так и с участием Curtiss C-46 (в настоящее время — четвёртое).

## Причины
Вероятной причиной катастрофы было названо ослабление прижимной шпильки на цилиндре № 10 правого двигателя. В результате пламя из цилиндра начало вырываться наружу, что привело к падению мощности. Также после уборки шасси пламя из двигателя воспламенило шину, причём после выпуска шасси пламя начало ещё больше разгораться.